# Mittelchinesisch
Mittelchinesisch (chinesisch 中古漢語 / 中古汉语, Pinyin zhōnggǔ Hànyǔ, englisch Middle Chinese, früher: Ancient Chinese) ist der historische chinesische Dialekt, wie er im Qieyun (切韻 / 切韵,  Qièyùn,  Ch'ieh4-yün4), einem Reimwörterbuch verzeichnet ist, das im Jahre 601 erstmals veröffentlicht wurde, gefolgt von einer Reihe von überarbeiteten und erweiterten Ausgaben.
Die Fanqie-Methode (反切,  fǎnqiè), die zur Wiedergabe der Aussprache in diesen Wörterbüchern verwendet wird, erwies sich jedoch in praxi als untauglich, obwohl sie eine Verbesserung früherer Methoden darstellte.
Das Yunjing (韻鏡 / 韵镜,  jìngyùn – „Reimspiegel“) aus dem 12. Jh. und weitere Reimtafeln beinhalten eine gehobenere und passendere Analyse der Qieyun-Phonologie.
Die Reimtafeln bestätigen eine Anzahl von Lautverschiebungen, die über die Jahrhunderte nach der Veröffentlichung des Qieyun stattgefunden hatten. Linguisten bezeichnen das Qieyun-System manchmal als Frühmittelchinesisch (Englisch: Early Middle Chinese; EMC) und die Varianten, die durch Reimtafeln aufgedeckt werden, als Spätmittelchinesisch (Englisch: Late Middle Chinese, LMC).
Die Wörterbücher und Tafeln (Tabellen) beschreiben die relative Aussprache, geben aber nicht ihren tatsächlichen Lautwert wieder.
Der schwedische Linguist Bernhard Karlgren glaubte, dass die Wörterbücher den Sprachstandard der Hauptstadt Chang’an der Sui- und Tang-Dynastien darstellen, und erstellte eine Rekonstruktion des Mittelchinesischen. Jedoch gehen die meisten Gelehrten heutzutage davon aus, dass – auf Grundlage des kürzlich wiederentdeckten Vorwortes des Qieyun – es ein Kompromiss zwischen nördlicher und südlicher Lesung und den poetischen Traditionen der späten südlichen und nördlichen Dynastien ist.
Dieses zusammengesetzte System enthält wichtige Informationen für die Rekonstruktion des vorausgehenden Systems der altchinesischen Phonologie (1. Jahrtausend v. Chr.).
Das mittelchinesische System wird oft als Rahmengerüst zum Studium und zur Beschreibung verschiedener moderner Varietäten des Chinesischen genutzt.
Zweige der chinesischen Sprachfamilie wie z. B. Mandarin-Chinesisch (einschließlich Hochchinesisch, mit der Sprache von Beijing als Basis), Yue-Chinesisch und Wu-Chinesisch können im Großen und Ganzen als divergente Entwicklungen mittels des Qieyun-Systems behandelt werden.
Das Studium des Mittelchinesischen sorgt auch für ein besseres Verständnis und eine bessere Analyse der klassischen chinesischen Dichtung wie z. B. der Dichtung der Tang-Zeit.

### Reimwörterbücher

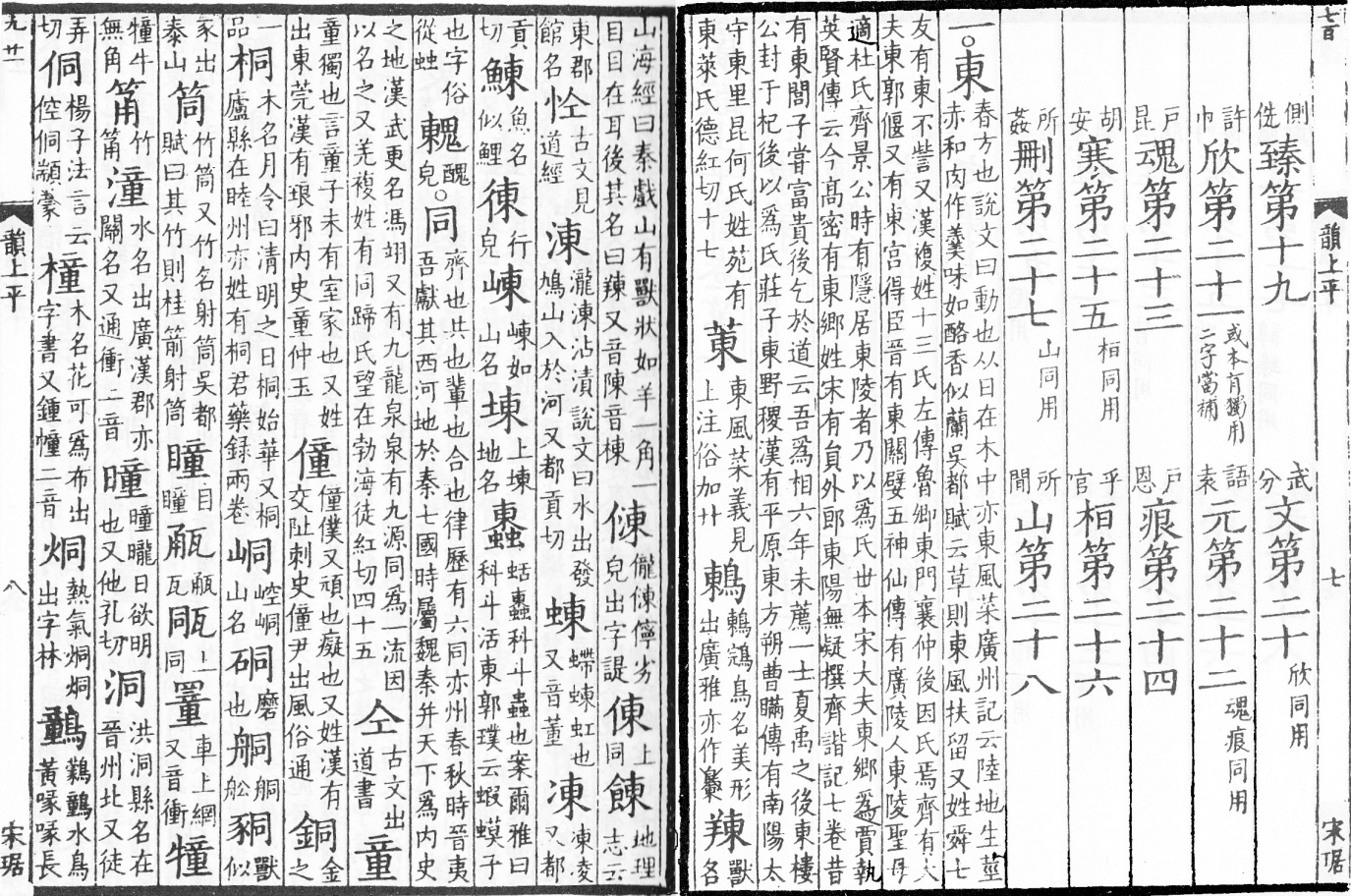
Anfang der ersten Reimklasse des Guangyun (東 dōng „Osten“)

Chinesische Gelehrte des Mittelalters widmeten einen Großteil ihrer Anstrengungen der Beschreibung der Laute ihrer Sprache, insbesondere um dabei zu helfen, die Klassiker laut zu lesen, und bei der richtigen Komposition von Dichtung. Chinesische Dichtung überbordete in der Tang-Ära manchmal mit rigider Versstruktur, die sich auf die Töne innerhalb der Verszeilen stützte, und mit Reim der Schlusswörter. Die Reimwörterbücher (Englisch: Rime dictionary im Gegensatz zu Rhyming dictionary) waren die Erste Hilfe für Autoren bei der Komposition dieser Dichtung oder für Leser, die diese bewerteten.
Das Qieyun (601 v. Chr.) ist das älteste dieser Reimwörterbücher und die Hauptquelle zur Aussprache von chinesischen Schriftzeichen im Frühmittelchinesischen (Englisch: Early Middle Chinese; EMC). Zur Zeit von Bernhard Karlgrens bahnbrechender Arbeit über das Mittelchinesische Anfang des 20. Jahrhunderts waren nur Fragmente des Qieyun bekannt und die Gelehrten stützten sich auf das Guangyun (1008), eine stark erweiterte Ausgabe aus der Song-Dynastie. Es wurden jedoch nach und nach bedeutsame Sektionen einer Version des Qieyun selbst in den Dunhuang-Höhlen und 1947 eine vollständige Abschrift von Wang Renxus Kanmiu buque qieyun (706) aus der Palastbibliothek gefunden.
Das Qieyun organisiert chinesische Schriftzeichen nach ihrer Aussprache gemäß einer Hierarchie von (Wort-)Ton, Reim und Homophonie. Schriftzeichen mit identischer Aussprache sind in homophone Klassen unterteilt, deren Aussprache dadurch beschrieben wird, dass zwei Fanqie-Schriftzeichen verwendet werden, das erste hat den Anlaut des Schriftzeichens in der homophonen Klasse und das zweite hat die gleiche Lautung wie der Rest der Silbe (der Auslaut). Die Verwendung von Fanqie war eine wichtige Innovation des Qieyun und erlaubte, die Aussprache aller Schriftzeichen exakt zu beschreiben; frühere Wörterbücher beschrieben die Aussprache von ungewöhnlichen Schriftzeichen in Form des am ähnlichsten lautenden bekannten Schriftzeichens.
Das Qieyun nutzt multiple äquivalente Fanqie-Schriftzeichen, um jeden einzelnen Anlaut ebenso wie die Auslaute/Endsilben zu repräsentieren. Die Bestimmung der Anzahl der Kategorien von Anlauten und Auslauten, die tatsächlich abgebildet werden, nahm daher einen Großteil sorgfältiger Arbeit seitens der Linguisten des Chinesischen in Anspruch. Dies geschah dadurch, dass man zwei Fanqie-Anlaute (oder Auslaute) immer dann gleichsetzt, wenn der eine für die Fanqie-Buchstabierung der Aussprache des anderen verwendet wird, und anschließend Ketten solcher Äquivalenzen verfolgt, um größere Gruppen zu bilden (z. B. wenn die Aussprache eines bestimmten Schriftzeichens durch die Fanqie-Buchstabierung AB definiert ist und die Aussprache des Schriftzeichens A durch die Fanqie-Buchstabierung CD und die Aussprache des Schriftzeichens C durch die fanqie-Buchstabierung EF definiert ist, dann sind die Schriftzeichen A, C und E alle äquivalente Fanqie-Schriftzeichen für denselben Anlaut).
Das Qieyun klassifiziert Homonyme unter 193 Reimklassen, jede davon einem der vier Töne zugeordnet. Eine einzige Reimklasse kann multiple Auslaute enthalten, die sich im Allgemeinen nur durch den Inlaut (insbesondere, wenn es sich um /w/ handelt) <!—es fehlt ein Verb, etwa „unterscheiden“—> oder in sogenannten Chongniu-Doubletten (siehe unten).

### Reimtafeln

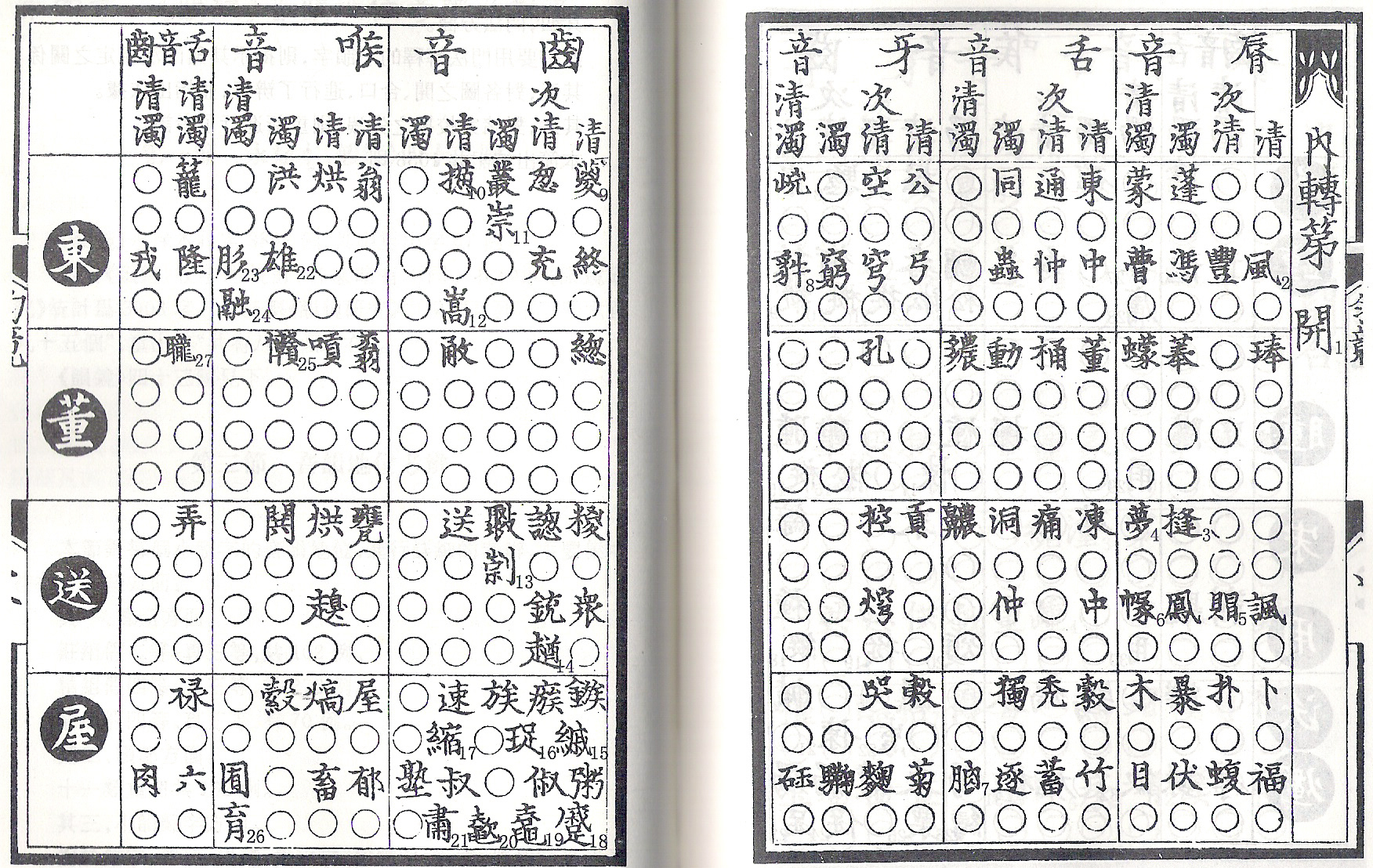
Die erste Tafel des Yunjing mit der Guangyun-Reimklasse 東 dōng, 董 dǒng, 送 sòng und 屋 wū (-k in Mittelchinesisch)

Das Yunjing (~1150 n. Chr.) ist die älteste der sogenannten Reimtafeln, welche eine detailliertere phonologische Analyse des Qieyun-Systems darbietet. Das Yunjing wurde Jahrhunderte nach dem Qieyun geschaffen und die Urheber des Yunjing versuchten ein phonologisches System zu interpretieren, das signifikant von ihrem eigenen Dialekt des Spätmittelchinesischen (Englisch: Late middle Chinese (LMC)) abwich. Sie waren sich dessen bewusst und bemüht, die Qieyun-Phonologie so gut wie möglich zu rekonstruieren durch gründliche Analyse der Regel(mäßigkeite)n des Systems sowie der Beziehungen gleichzeitigen Auftretens zwischen In- und Auslauten wie sie durch die Fanqie-Schriftzeichen angezeigt werden. Wie dem auch sei weist die Analyse unvermeidlich einige Einflüsse seitens des LMC (Spätmittelchinesisch/Late middle Chinese) auf, was bei der Interpretation kniffliger Aspekte des Systems zu berücksichtigen ist.
Das Yunjing besteht aus 43 Tafeln (Tabellen), wobei jede mehrere Qieyun-Reimklassen abdeckt, die wie folgt eingeteilt sind:
- Eines der 16 shè (攝), der umfassenden Reimklasse des LMC. Jedes shè ist entweder „innen“ (內,  nèi) oder „außen“ (外,  wài). Die Bedeutung dessen ist umstritten aber es wird angenommen, dass es sich auf die Höhe des Hauptvokals bezieht, wobei „äußere“ Auslaute einen niedrigen Vokal haben (/⁠ɑ⁠/ oder /a,æ/) und „innere“ Auslaute einen nicht-niedrigen Vokal.
- „geöffneter Mund“ (開口 / 开口,  kāikǒu) oder „geschlossener Mund“ (合口,  hékǒu), zeigt an, ob Lippenrundung vorhanden ist. „Geschlossene“ Auslaute besitzen entweder einen gerundeten Vokal (e.g. /u/) oder einen gerundeten Gleitlaut (Englisch: rounded glide).

Jede Tafel hat 23 Spalten, eine für jeden Anlaut (聲母 / 声母,  shēngmǔ – „Lautmutter“). Obwohl das Yunjing 36 Anlaute unterscheidet, sind diese in 23 Spalten untergebracht, indem Palatale, Retroflexe und Dental sich in derselben Spalte finden. Dies führt nicht zu Fällen, wo zwei homophone Klassen verschmelzen, da die Grade (Zeilen) derart arrangiert sind, dass alle möglichen Minimalpaare nur unterschieden durch den retroflexen vs. palatalen vs. alveolaren Character des Anlautes in unterschiedlichen Zeilen landen.
Jeder Anlaut ist weiterhin wie folgt klassifiziert:
- Artikulationsort: Labial (chún 脣 „Lippe“), Alveolar (shé 舌 „Zunge“), Velar (yá 牙 „Backenzahn“), Affrikat und Sibilant (chǐ 齒 / 齿 „Vorderzahn“) sowie Guttural (hóu 喉 „Kehle“)
- Artikulationsart: stimmlos (qīng 清 „klar“), stimmlos aspiriert (cìqīng 次清 „zweitrangig klar“), stimmhaft (zhuó 濁 / 浊 „trüb“) oder Nasal oder Liquida (qīngzhuó 清濁 / 清浊 „klar-trüb“)

Jede Tafel hat des Weiteren 16 Zeilen mit Gruppen von 4 Reihen für jeden der 4 Töne (聲調 / 声调,  shēngdiào, „Lautintonation“) des traditionellen Systems bei dem Auslaute auf /p/, /t/ oder /k/ eher als Eingangston-Varianten der Auslaute auf /m/, /n/ or /ŋ/ angesehen werden denn als separate eigenständige Auslaute.
Die Bedeutung der 4 Reihen (等,  děng, „Klasse“, „Grad“ oder „Gruppe“) innerhalb jedes Tones ist schwierig zu interpretieren und stark umstritten.
Diese Reihen werden für gewöhnlich mit 'I', 'II', 'III' und 'IV' bezeichnet und sollen vermutlich auf Unterschiede bei der Palatalisierung oder Retroflexion abstellen, die bei Silbenanlauten oder Silbeninlauten auftreten oder auf Unterschiede bei der Qualität von ähnlichen Hauptvokalen (z. B. /⁠ɑ⁠/, /⁠a⁠/, /⁠ɛ⁠/).
Andere Gelehrte sehen sie nicht als phonetische Kategorien, sondern als formales Instrument, um Verteilungsmuster im Qieyun auszunutzen, um eine kompakte Darstellung zu erreichen.
Jedes Quadrat einer Tafel enthält ein Schriftzeichen, was einer bestimmten homophonen Klasse im Qieyun entspricht, vorausgesetzt es gibt ihn. Durch diese Anordnung kann jede homophone Klasse einer der obengenannten Kategorien zugeordnet werden.

### Moderne Dialekte und sino-xenische Aussprachen
Die Reimwörterbücher und Reimtafeln identifizieren Kategorien phonetischer Unterscheidungen, zeigen aber nicht die tatsächlichen Aussprachen dieser Kategorien an.
Die variierenden Aussprachen von Wörtern in heutigen Varietäten des Chinesischen können dabei helfen, jedoch stammen die meisten dieser Varietäten von einer spätmittelchinesischen Koine ab und können nicht ohne weiteres dazu genutzt werden, die Aussprache des Frühmittelchinesischen zu bestimmen.
Während der Frühmittelchinesischen Periode wurde eine große Anzahl chinesischen Vokabulars systematisch von den Vietnamesen, Koreanern und Japanern entlehnt (zusammengenommen bekannt als Sino-xenische Wortschatz (Englisch: sino-xenic vocabularies)), aber viele Unterscheidungen sind unwiederbringlich für die Kartierung der chinesischen Phonologie auf fremde phonologische Systeme verloren.
Als Beispiel zeigt die folgende Tabelle die Aussprache von Numeralien in drei modernen chinesischen Varietäten neben geliehenen Formen im Vietnamesischen, Koreanischen und Japanischen (je in einer Umschrift die die moderne und die historische Aussprache wiedergibt):
|         |        | Moderne chinesische Varietäten | Moderne chinesische Varietäten | Moderne chinesische Varietäten | Sino- Vietnam. | Sino- Korean. | Sino-Japan.       | Sino-Japan.   | Mittel- chinesisch |
| Beijing | Suzhou | Guangzhou                      | Go-on                          | Kan-on                         | Sino- Vietnam. | Sino- Korean. |                   |               | Mittel- chinesisch |
| ------- | ------ | ------------------------------ | ------------------------------ | ------------------------------ | -------------- | ------------- | ----------------- | ------------- | ------------------ |
| 1       | 一     | yī                             | iɤʔ7                           | jat1                           | nhất           | il            | ichi / iti        | itsu / itu    | ʔjit               |
| 2       | 二     | èr                             | l6                             | ji6                            | nhị            | i             | ni                | ji / zi       | nyijH              |
| 3       | 三     | sān                            | sɛ1                            | saam1                          | tam            | sam           | san               |               | sam                |
| 4       | 四     | sì                             | sɿ5                            | sei3                           | tứ             | sa            | shi / si          |               | sijH               |
| 5       | 五     | wǔ                             | ŋ6                             | ng5                            | ngũ            | o             | go                |               | nguX               |
| 6       | 六     | liù                            | loʔ8                           | luk6                           | lục            | ryuk          | roku              | riku          | ljuwk              |
| 7       | 七     | qī                             | tsʰiɤʔ7                        | chat1                          | thất           | chil          | shichi / siti     | shitsu / situ | tshit              |
| 8       | 八     | bā                             | poʔ7                           | baat3                          | bát            | pal           | hachi / *pati     | hatsu / *patu | peat               |
| 9       | 九     | jiǔ                            | tɕiøy3                         | gau2                           | cửu            | gu            | ku                | kyū / kiu     | kjuwX              |
| 10      | 十     | shí                            | zɤʔ8                           | sap6                           | thập           | sip           | jū < jiɸu / *zipu |               | dzyip              |

### Transkriptionsbelege
Obwohl die Belege aus chinesischen Transkriptionen von Fremdwörtern beschränkter vorhanden sind und durch die Abbildung fremder Aussprachen auf die chinesische Phonologie in ähnlicher Weise verschleiert werden, dienen diese dennoch als direkte Belege mit einem Vorteil, der den anderen Datenarten abgeht: die Aussprache der fremden Sprachen insbesondere des Sanskrit ist in fast allen Einzelheiten bekannt. Beispielsweise wurde das Sanskrit-Wort Drawida von religiösen Schreibern in die Schriftzeichenfolge 達羅毗荼 / 达罗毗荼 übersetzt, die heute im modernen Hochchinesischen des 20. Jh. als Dáluópítú ausgesprochen wird. Dies legt nahe, dass das Mandarin -uo das moderne Abbild eines alten /⁠a⁠/-ähnlichen Lautes ist und dass der zweite Ton ein Abbild eines alten stimmhaften Konsonanten ist.
Die nasalen Anlaute /⁠m⁠/, /⁠n⁠/ und /⁠ŋ⁠/ wurden in der frühen Tang-Zeit verwendet, um Sanskrit-Nasale zu transkribieren, später jedoch für nicht-aspirierte stimmhafte Anlaute des Sanskrit, was nahelegt, dass sie in manchen Dialekten zu pränasalisierten Konsonanten (Nasal + Obstruent oder + nicht-nasalem Sonoranten) geworden sind.

## Methodologie
Die Reimwörterbücher und Reimtafeln ergeben zwar phonologische Kategorien, aber nur mit spärlichen Hinweisen auf die Laute, die sie repräsentieren.
Am Ende des 19. Jhs. suchten europäische Studenten des Chinesischen dieses Problem zu lösen durch die Anwendung der Methoden der historischen Linguistik, welche zur Rekonstruktion des Proto-Indoeuropäischen genutzt worden waren.
Volpicelli (1896) und Schaank (1897) verglichen die Reimtafeln zu Beginn des Kangxi-Wörterbuchs mit moderner Aussprache in verschiedenen Varietäten, hatten aber wenig Ahnung von Linguistik.
Karlgren, der in der Transkription schwedischer Dialekte bewandert war, führte die erste systematische Studie der Varietäten des Chinesischen durch.
Er verwendete die älteste seinerzeit bekannte Reimtafel als Beschreibung der Laute der Reimwörterbücher und studierte auch das Guangyun, seiner Zeit das älteste bekannte Reimwörterbuch.
In Unkenntnis der Arbeiten Li's, wiederholt er die Analyse der Fanqie, die erforderlich waren, um die An- und Auslaute des Wörterbuches zu identifizieren.
Er glaubte, dass die daraus resultierenden Kategorien den Sprachstandard der Hauptstadt Chang’an der Sui- und Tang-Dynastien wiedergab.
Er interpretierte die vielen Unterscheidungen als enge Transkription der präzisen Laute dieser Sprache, die er zu rekonstruieren suchte, indem er die sino-xenischen und modernen dialektalen Aussprachen als Widerschein der Qieyun-Kategorien behandelte.
Eine kleine Anzahl der Qieyun-Kategorien wurden in keiner der überlebenden Aussprachen unterschieden und Karlgren wies ihnen identische Rekonstruktionen zu.
Karlgrens Transkription umfasst eine große Anzahl von Konsonanten und Vokalen, viele davon ziemlich ungleich verteilt.
Chao Yuen Ren und Samuel E. Martin akzeptierten Karlgrens Rekonstruktion als eine Beschreibung mittelalterlicher Sprache und analysierten ihre Kontraste (Englisch: "its contrasts"), um eine phonemische Beschreibung zu erhalten.
Hugh M. Stimson vereinfachte Martins System zu einer näherungsweisen Ausspracheindikation der Tang-Dichtung.
Karlgren selbst hielt phonemische Analyse für eine abträgliche „fixe Idee“.
Ältere Versionen der Reimwörterbücher und Reimtafeln tauchten während der ersten Hälfte des 20. Jhs. auf und wurden von Linguisten wie Wang Li, Dong Tonghe und Li Rong bei ihren eigenen Rekonstruktionen verwendet.
Edwin Pulleyblank argumentierte, dass das Qieyun-System und die Reimtafeln als zwei verschiedene (aber in Relation zueinander stehende) Systeme rekonstruiert werden sollten, die er Früh- bzw. Spätmittelchinesisch nannte.
Des Weiteren vertrat er die Auffassung, dass sein Spätmittelchinesisch die Standardsprache der späten Tang-Dynastie wiedergibt.
Die Einleitung des Qieyun, entdeckt 1947, deutet an, dass seine Aufzeichnung ein Kompromiss zwischen nördlicher und südlicher Lesung und poetischen Traditionen aus der späten Südlichen und Nördliche Dynastien-Periode sind (ein Diasystem). Die meisten Linguisten glauben jetzt (2013), dass kein Einzeldialekt alle verzeichneten Unterscheidungen enthielt, dass aber jede Unterscheidung irgendwo auftrat.
Eine Anzahl Gelehrter verglichen das Qieyun-System mit dialektübergreifenden (Englisch: „cross-dialectal“) Beschreibungen englischer Aussprachen, wie z. B. John C. Wellss lexical sets oder die Notation, die in einigen Wörterbüchern verwendet wird.
So enthalten beispielsweise die Wörter „trap“, „bath“, „palm“, „lot“, „cloth“ and „thought“ vier verschiedene Vokale in der Received Pronunciation und drei (Vokale) im General American (English); beide dieser Ausspracheweisen (und viele andere) können (gemeint ist hier wohl: im Englischen) mit Hilfe dieser sechs Fälle spezifiziert werden.
Obwohl das Qieyun-System nicht länger für eine Beschreibung einer singulären Sprachform (Sprechform) angesehen wird, wenden Linguisten ein, dass dies sogar ihren Wert bei der Rekonstruktion früher Formen des Chinesischen steigere, ähnlich wie eine dialektübergreifende Beschreibung der englischen Aussprachen mehr Informationen über frühere Formen des Englischen enthält als irgendeine einzelne moderne Form. Die Gewichtung hat sich verschoben von präzisen Lauten (Phonetik) zur Struktur des phonologischen Systems.
Also fertigte Li Fang-Kuei eine Revision von Karlgrens Notation an, ehe er seine Rekonstruktion des Altchinesischen anging, indem er neue Notationen für die wenigen Kategorien einführte, die Karlgren nicht unterschieden hatte, und ordnete ihnen keine Aussprachen zu. Diese Notation wird noch stets breit genutzt, aber ihre Symbole, basierend auf Johan August Lundells schwedischem Dialektalphabet, unterscheiden sich vom uns gewohnten Internationalen Phonetischen Alphabet.
Um dem abzuhelfen, erstellte William H. Baxter seine eigene Notation für die Kategorien des Qieyun und der Reimtafeln und nutzte diese dann zur Rekonstruktion des Altchinesischen.
Der Ansatz zur Rekonstruktion des Mittelchinesischen, den Karlgren und seine Nachfolger verfolgten, bestand eher darin, Dialekt(e) und sino-xenische Daten als Hilfsmittel zu nutzen, um die Lautwerte für die aus den Reimwörterbüchern und -tafeln extrahierten Kategorien aufzufüllen, denn die Komparative Methode vollständig einzusetzen.
Alle Rekonstruktionen des Mittelchinesischen seit Karlgren sind diesem Ansatz gefolgt, wo mit den aus den Reimwörterbüchern und -tafeln extrahierten Kategorien begonnen wird und unter Verwendung von Daten aus den Dialekten und sino-xenischen Transkriptionen, um ihre Lautwerte entsprechend zu ergänzen.
Jerry Norman und Weldon South Coblin haben diesen Ansatz kritisiert und wandten ein, dass bei Betrachtung der Dialektdaten durch die Reimwörterbücher und -tafeln die Belege verzerrt werden. Sie plädieren für eine vollständige Anwendung der komparativen Methode auf moderne Varietäten ergänzt durch systematische Verwendung von Transkriptionsdaten.

## Phonologie
Die traditionelle Analyse der chinesischen Silbe, abgeleitet aus der Fanqie-Methode, besteht aus dem Anlaut(konsonant) (聲母 / 声母,  shēngmǔ) und dem Auslaut (韻母 / 韵母,  yùnmǔ).
Moderne Linguisten unterteilen den Auslaut des Weiteren in Inlaute: einen optionalen „Mittel-“Gleitlaut (韻頭 / 韵头,  yùntóu), einen Hauptvokal oder „Nukleus“ (韻腹 / 韵母,  yùnfù – „Kernvokal“) und einen optionalen Schlusskonsonanten oder „Coda“ (韻尾 / 韵尾,  yùnwěi).
Die meisten Rekonstruktionen des Mittelchinesischen umfassen die Gleitlaute (Halbvokale) /j/ und /w/ sowie eine /jw/-Kombination, viele beziehen aber auch die vokalischen "Gleitlaute" wie z. B. /i/ in einem Diphthong /ie/ mit ein.
Die Konsonanten /j/, /w/, /m/, /n/, /⁠ŋ⁠/, /p/, /t/ und /k/ sind weithin akzeptiert, manchmal mit zusätzlichen Codas wie z. B. /wk/ oder /wŋ/.
Reimsilben im Qieyun – so wie angenommen – haben denselben Kernvokal und Coda aber oft unterschiedliche Inlaute.
Mittelchinesische Rekonstruktionen verschiedener moderner Linguisten variieren. Diese Unterschiede sind geringfügig und hinsichtlich der Konsonanten kaum umstritten; dennoch gibt es hier mehr signifikante Unterschiede als bei den Vokalen.
Die am meisten verbreiteten Transkriptionen sind Li Fang-Kueis Modifikation von Karlgrens Rekonstruktion und William Baxters (mit Tastatur) schreibbare Notation.

### Anlaute
Das Vorwort zum Yunjing identifiziert einen traditionellen Satz von 36 Anlauten, jeder benannt mit einem Musterschriftzeichen.
Eine frühere Version, die 30 Anlaute umfasst, ist von Fragmenten unter den Dunhuang-Manuskripten bekannt.
Im Kontrast hierzu war zur Identifizierung der Anlaute des Qieyun eine kopfzerbrechende Analyse der Fanqie-Beziehungen über das ganze Wörterbuch erforderlich, eine Aufgabe die zuerst von dem kantonesischen Gelehrten Chen Li im Jahre 1842 unternommen wurde und seitdem von anderen raffiniert wurde.
Diese Analyse enthüllte einen leicht abweichenden Satz von Anlauten aus dem traditionellen Satz.
Darüber hinaus glauben die meisten Gelehrten, dass einige Unterscheidungen zwischen den 36 Anlauten gar nicht mehr üblich waren zur Zeit der Reimtafeln, aber unter dem Einfluss früherer Wörterbücher beibehalten wurden.
Frühmittelchinesisch (Englisch: Early Middle Chinese; EMC) hatte drei Arten von Plosiven: stimmhaft, stimmlos und stimmlos aspiriert. Es gab fünf Serien von koronalen Obstruenten mit dreichfacher Unterscheidung zwischen Dental (oder Alveolar), Retroflexen und Palatalen unter den Frikativen und Affrikaten, und einer zweifachen dental/retroflex-Unterscheidung unter den Plosiven. Die folgende Tabelle zeigt die Anlaute des Frühmittelchinesischen mit ihren traditionellen Namen und Nährungswerten:
|                       | Plosive und Affrikate | Plosive und Affrikate | Plosive und Affrikate | Nasale      | Frikative   | Frikative    | Approximanten |
| Tenuis                | Aspirate              | Stimmhaft             | Tenuis                | Nasale      | Stimmhaft   |              | Approximanten |
| --------------------- | --------------------- | --------------------- | --------------------- | ----------- | ----------- | ------------ | ------------- |
| Labiale               | 幫, bāng p            | 滂, pāng pʰ           | 並, bìng b            | 明, míng m  |             |              |               |
| Dentale               | 端, duān t            | 透, tòu tʰ            | 定, dìng d            | 泥, ní n    |             |              |               |
| Retroflexe Plosive    | 知, zhī ʈ             | 徹, chè ʈʰ            | 澄, chéng ɖ           | 娘, niáng ɳ |             |              |               |
| Laterale              |                       |                       |                       |             |             |              | 來, lái l     |
| Dentale Sibilanten    | 精, jīng ts           | 清, qīng tsʰ          | 從, cóng dz           |             | 心, xīn s   | 邪, xié z    |               |
| Retroflexe Sibilanten | 莊, zhuāng tʂ         | 初, chū tʂʰ           | 崇, chóng dʐ          |             | 生, shēng ʂ | 俟, sì ʐ     |               |
| Palatale              | 章 tɕ                 | 昌 tɕʰ                | 禪 dʑ                 | 日 ɲ        | 書 ɕ        | 船 ʑ         | 以 j          |
| Velare                | 見, jiàn k            | 溪, xī kʰ             | 群, qún ɡ             | 疑, yí ŋ    |             |              |               |
| Laryngale             | 影, yǐng ʔ            |                       |                       |             | 曉, xiǎo x  | 匣, xiá/云 ɣ |               |

Das Altchinesische hatte ein einfacheres System ohne palatale oder retroflexe Konsonanten; das komplexere System des EMC ist vermutlich entstanden aus einer Kombination altchinesischer Obstruenten mit folgendem /r/ und/oder /j/.
Bernhard Karlgren entwickelte die erste moderne Rekonstruktion des Mittelchinesischen.
Die Hauptunterschiede zwischen Karlgren und jüngeren Rekonstruktionen der Anlaute sind:
- Die Umstellung/Verlust/Stornierung von /⁠ʑ⁠/ und /dʑ/. Karlgren gründete seine Rekonstruktion auf Reimtafeln der Song-Dynastie. Aufgrund von Mischungen/Übergängen dieser beiden Laute zwischen Früh- und Spätmittelchinesisch konnte der chinesische Phonologe, der die Reimtafeln erschuf, nur auf Tradition (mündliche Überlieferung) fußen, um die respektiven (Laut)Werte dieser beiden Konsonanten zu bestimmen; offensichtlich wurden sie in einem Stadium unbeabsichtigt vertauscht.
- Karlgren nahm außerdem an, dass die EMC-Retroflex tatsächlich Palatale waren aufgrund ihrer Tendenz gleichzeitig mit Vordervokalen und /j/ aufzutreten, aber diese Ansicht wird nicht mehr vertreten.
- Karlgren nahm an, dass stimmhafte Konsonanten tatsächlich aspiriert waren. Davon wird heute nur für das LMC ausgegangen, nicht für das EMC.

Verschiedene Veränderungen traten zwischen der Zeit des Qieyun und der Reimtafeln auf:
- Palatale Sibilanten vermischten sich mit retroflexen Sibilanten.[E 31]
- /⁠ʐ⁠/ verschmolz mit /dʐ/ (bildet folglich vier separate EMC-phoneme ab).
- Der palatale Nasal /⁠ɲ⁠/ wurde ebenfalls retroflex, wurde aber eher zu einem neuen Phonem /⁠r⁠/ denn sich mit einem vorhandenen Phonem zu vermischen.
- Das palatale Allophon von /⁠ɣ⁠/ (云) vereinigte sich mit /⁠j⁠/ (以) zu einem einzigen laryngalen Anlaut /⁠j⁠/ (喻).[E 32]
- Eine Reihe neuer Labiodentale entstand aus den Labialen in bestimmter Umgebung, typischerweise da, wo sowohl Zentralisierung als auch Rundung auftraten (z. B. /⁠j⁠/ plus Hinterzungenvokal (William Baxters Rekonstruktion), oder plus einem gerundeten Vorderzungenvokal (Chans Rekonstruktion)). Moderne Min-Dialekte jedoch behalten bilabiale Anlaut in solchen Wörtern bei, während moderne Hakka-Dialekte diese in einigen gemeinen Wörtern beibehalten.[E 33]
- Stimmhafte Obstruenten wurden aspiriert (noch vorhanden in den Wu-Varietäten).

Die folgende Tabelle zeigt eine repräsentative Zusammenfassung der Anlaute des Spätmittelchinesischen.
|                                   |                                    | Plosive und Affrikate                          | Plosive und Affrikate             | Plosive und Affrikate                          | Sonoranten 清濁, qīngzhuó | Frikative  | Frikative      | Approximanten 清濁, qīngzhuó |
| Tenuis 全清 (清), quánqīng (qīng) | Aspirate 次清, cìqīng              | Stimmhaft aspiriert 全濁 (濁), quánzhuó (zhuó) | Tenuis 全清 (清), quánqīng (qīng) | Stimmhaft aspiriert 全濁 (濁), quánzhuó (zhuó) | Sonoranten 清濁, qīngzhuó |            |                | Approximanten 清濁, qīngzhuó |
| --------------------------------- | ---------------------------------- | ---------------------------------------------- | --------------------------------- | ---------------------------------------------- | ------------------------- | ---------- | -------------- | ---------------------------- |
| Labiale                           | 重唇, zhòngchún "schwere Lippe"    | 幫, bāng p                                     | 滂 pʰ                             | 並, bìng pɦ~bʰ                                 | 明, míng m                |            |                |                              |
| Labiale                           | 輕唇, qīngchún "leichte Lippe"     | 非, fēi f                                      | 敷, fū f                          | 奉, fèng fɦ~vʰ                                 | 微, wēi ʋ                 |            |                |                              |
| Koronale                          | 舌頭, shétóu "Zungenspitze"        | 端, duān t                                     | 透, tòu tʰ                        | 定, dìng tɦ~dʰ                                 | 泥, ní n                  |            |                |                              |
| Koronale                          | 舌上, shéshàng "Zunge hoch"        | 知, zhī ʈ                                      | 徹, chè ʈʰ                        | 澄, chéng ʈɦ~ɖʰ                                | 娘, niáng ɳ               |            |                |                              |
| Laterale                          | 半舌, bànshé "Halbzunge"           |                                                |                                   |                                                |                           |            |                | 來, lái l                    |
| Sibilanten                        | 齒頭, chǐtóu "Zahnspitze"          | 精, jīng ts                                    | 清, qīng tsʰ                      | 從, cóng tsɦ~dzʰ                               |                           | 心, xīn s  | 邪, xié sɦ~zʰ  |                              |
| Sibilanten                        | 正齒, zhèngchǐ "echter Vorderzahn" | 照, zhào tʂ                                    | 穿, chuān tʂʰ                     | 牀, chuáng (t)ʂɦ ~(d)ʐʰ                        |                           | 審, shěn ʂ | 禪, shàn ʂɦ~ʐʰ |                              |
| Sibilanten                        | 半齒, bànchǐ "halber Vorderzahn"   |                                                |                                   |                                                | 日, rì r                  |            |                |                              |
| Velare                            | 牙, yá "Backenzahn"                | 見, jiàn k                                     | 溪, xī kʰ                         | 群, qún kɦ~gʰ                                  | 疑, yí ŋ                  |            |                |                              |
| Gutturale                         | 喉, hóu "Kehle"                    | 影, yǐng ʔ                                     |                                   |                                                |                           | 曉, xiǎo x | 匣, xiá xɦ~ɣʰ  | 喻, yù ʜ~∅                   |

Die Unterscheidung nach Stimmhaftigkeit (stimmhaft/stimmlos) wird in modernen Wu-Dialekten beibehalten, ist aber aus anderen Varietäten verschwunden. In Min-Dialekten sind die retroflexen Dentale mit den Dentalen verschmolzen, während sie sich sonst wo mit den retroflexen Sibilanten vereinten. Im Süden fallen sie auch mit den dentalen Sibilanten zusammen, werden aber in den meisten Mandarin-Dialekten beibehalten. Die Palatalreihe moderner Mandarin-Dialekte, die aus einer Vermischung von palatalen Allophonen von dentalen Sibilanten und Velaren entstanden ist, ist eine sehr viel jüngere Entwicklung, die nichts mit den früheren palatalen Konsonanten zu tun hat.

### Auslaute
Der Rest einer Silbe nach dem Anlaut(konsonanten) ist der Auslaut (die Auslautsilbe), die im Qieyun durch mehrere äquivalente Hilfs-Fanqie repräsentiert wird. Jeder Auslaut ist einer singulären Reimklasse zugeordnet, aber eine Reimklasse kann einen bis vier Auslaute enthalten. Auslaute sind für gewöhnlich dahingehend zerlegt, dass sie aus einem optionalen Inlaut (entweder Halbvokal, reduzierter Vokal oder eine Kombination daraus), einem Vokal, einem optionalen Endkonsonanten und einem Ton bestehen.
Ihre Rekonstruktion ist sehr viel schwerer als bei den Anlauten aufgrund der Kombination von multiplen Phonemen in einer singulären Klasse.
Die allgemein akzeptierten Endkonsonanten sind: die Halbvokale /j/ und /w/, die Nasale /m/, /n/ und /ŋ/ sowie die Plosive /p/, /t/ und /k/.
Einige Autoren schlagen auch die Codas /wŋ/ und /wk/ vor, basierend auf der getrennten Behandlung von verschiedenen Reimklassen in den Wörterbüchern.
Endvokale mit vokalischen und nasalen Codas können einen der drei Töne besitzen, nämlich ebener Ton, steigender Ton und fallender Ton.
Auslaute mit Plosiv-Codas verteilen sich in derselben Weise wie die entsprechenden nasalen Auslaute und werden als ihre „entering tone“-Gegenstücke (7. und 8. Ton, die im heutigen Chinesisch zu 90 % zum 4. Ton wurden) beschrieben.
Weniger Übereinstimmung gibt es bei den Inlauten und Vokalen.
Man ist überwiegend der Auffassung, dass "geschlossene" Auslaute ein gerundetes Gleit-/w/ oder Vokal /u/ hatten und dass der Vokal in "äußeren" Auslauten offener war als jener in "inneren" Auslauten.
Die Interpretation der "Abteilungen" (Englisch: "divisions") ist umstrittener.
Drei Klassen von Qieyun-Auslauten tauchen ausschließlich in den respektive ersten, zweiten und vierten Reihen der Reimtafeln auf und sind daher als Auslaute der Abteilungen I, II und IV bezeichnet worden.
Die verbliebenen Auslaute wurden Abteilung-III-Auslaute genannte, weil sie in der dritten Reihe auftreten; sie können aber auch in der zweiten und vierten Reihe bei einigen Auslauten auftreten.
Die meisten Linguisten stimmen darin überein, dass die Abteilung-III-Auslaute ein Inlaut-/j/ enthielten und dass die Abteilung-I-Auslaute keinen solchen Inlaut besaßen, sondern andere Eigenschaften, die je nach Rekonstruktion variieren.
Um den vielen Reimklassen gerecht zu werden, die das Qieyun unterscheidet, schlug Karlgren 16 Vokale und 4 Inlaute vor.
Spätere Gelehrte haben zahlreiche Variationen vorgeschlagen.

### Töne
Das Qieyun klassifizierte Schriftzeichen in vier Bestandteile gemäß ihrem Ton: flacher Ton (平聲 / 平声,  píngshēng), ansteigender Ton (上聲 / 上声,  shǎngshēng), verlassender Ton (去聲 / 去声,  qùshēng) sowie eintretender Ton (入聲 / 入声,  rùshēng). Es ist aber zu beachten, dass nur drei der vier Töne phonemisch sind. Offene Silben oder solche, die auf einen Nasallaut enden, unterscheiden zwischen den ersten drei Tönen. Der "eintretende Ton" tritt dagegen nur in den Silben auf, die auf einen Plosiv (/⁠p⁠/, /⁠t⁠/, oder /⁠k⁠/) enden. In der Regel kann man den auf einen Plosiv endenden Silben aber eine entsprechende auf einen Nasallaut Endende zuordnen, sodass man alternativ auch die Töne als Phonemisch und die Unterscheidung zwischen Plosiven und Nasalen im Silbenende als allophonisch ansehen kann.
Der eintretende Ton ist denn durch einen distinkten Tonfall gekennzeichnet. Es ist schwierig, die exakten Umrisse der anderen Töne zu bestimmen. Karlgren interpretierte die Namen wortwörtlich und nahm entsprechend einen ebenen, einen ansteigenden und einen abfallenden Tonverlauf an.
Die älteste bekannte Beschreibung der Töne wurde in einem Zitat der Song-Dynastie (frühes 9. Jh.) gefunden 元和韻譜 / 元和韵谱,  Yuánhé Yùnpǔ – „An- und Auslauttafel“ (nicht mehr vorhanden): „Der ebene Ton ist traurig und stabil. Der steigende Ton ist schrill und steigend. Der aufbrechende Ton ist klar und fern. Der eintretende Ton ist gerade und abrupt.“

## Struktureller Vergleich mit dem Altchinesischen sowie mit modernen chinesischen Varietäten
Die Silbenstruktur des Mittelchinesischen ähnelt derjenigen moderner Varietäten, insbesondere konservativer wie Kantonesisch, mit überwiegend monosyllabischen Wörtern, wenig oder keiner Ableitungsmorphologie, drei Tönen und einer Silbenstruktur, die aus Anfangskonsonant, Gleitlaut, Hauptvokal und Endkonsonant besteht, mit einer großen Anzahl von Anlautkonsonanten und einer ziemlich kleinen Anzahl Auslautkonsonanten. Wenn man die Gleitlaute nicht einbezieht, treten keinerlei Cluster am Beginn oder Ende einer Silbe auf.
Dagegen weist das Altchinesische deutlich größere Abweichungen in der Struktur auf. Es gab keine Töne, eine geringere Unausgeglichenheit zwischen möglichen Anlaut- und Endkonsonanten und eine signifikante Anzahl von Anlaut- und Auslautclustern. Es gab ein gutentwickeltes System der Ableitungs- und Beugungsmorphologie, gebildet unter Verwendung von Konsonanten, die vor oder hinter einer Silbe angefügt wurden. Dieses System ähnelt dem System, das für das Proto-Sino-Tibetanische rekonstruiert wurde und ist noch stets sichtbar, z. B. in der geschriebenen Tibetischen Sprache. Es ähnelt auch großenteils dem System der konservativeren Mon-Khmer-Sprachen, wie dem der modernen Khmer (Kambodschanisch).
Die Hauptveränderungen, die zu den modernen Varietäten führten, waren eine Reduzierung der Anzahl Konsonanten und Vokale und ein korrespondierender Anstieg der Anzahl Töne (typischerweise durch eine pan-ostasiatische Tonspaltung, die die Anzahl der Töne verdoppelte, während die Unterscheidung zwischen stimmhaften und stimmlosen Konsonanten eliminiert wurde). Dies führte zu einem graduellen Verfall der Anzahl möglicher Silben. Im Hochchinesischen ist dieser Verfall viel weiter fortgeschritten als anderswo mit nur ungefähr 1.200 möglichen Silben. Das Ergebnis, insbesondere im Hochchinesischen war die Proliferation der Anzahl von zweisilbigen zusammengesetzten Wörtern, die stetig die früheren einsilbigen Wörter ersetzt haben, dergestalt, dass die Mehrheit der Wörter im Hochchinesischen heutzutage (2013) aus zwei Silben besteht.

## Weiterführende Literatur
- Chen Chung-yu: Tonal evolution from pre-Middle Chinese to modern Pekinese: three tiers of changes and their intricacies. Project on Linguistic Analysis, University of California, Berkeley, CA 2001, OCLC 248994047.
- Bernhard Karlgren: Grammata Serica Recensa. Museum of Far Eastern Antiquities, Stockholm 1957, OCLC 1999753.
- Mei Tsu-lin: Tones and prosody in Middle Chinese and the origin of the rising tone. In: Harvard Journal of Asiatic Studies. Nr. 30, 1970, S. 86–110, JSTOR:2718766.
- J. Newman, A. V. Raman: Chinese historical phonology: a compendium of Beijing and Cantonese pronunciations of characters and their derivations from Middle Chinese. In: LINCOM studies in Asian linguistics. Nr. 27. LINCOM Europa, Munich 1999, ISBN 3-89586-543-5.

### Zitierte Werke
- William H. Baxter: A Handbook of Old Chinese Phonology. Mouton de Gruyter, Berlin / New York 1992, ISBN 3-11-012324-X.
- David Prager Branner: The Chinese Rime Tables: Linguistic Philosophy and Historical-Comparative Phonology. John Benjamins, Amsterdam 2006, ISBN 90-272-4785-4, What are rime tables and what do they mean?, S. 1–34, doi:10.1075/cilt.271 (List of Corrigenda (Memento vom 8. Juli 2012 im Internet Archive) [PDF; 61 kB]).
- Li Fang-Kuei: Studies on Archaic Chinese. In: Monumenta Serica. Band 31, 1974, S. 219–287, doi:10.1080/02549948.1974.11731100, JSTOR:40726172 (englisch, chinesisch: 上古音硏究 Shangguyin yanjiu. Übersetzt von Gilbert L. Mattos).
- Göran Malmqvist: Bernhard Karlgren: Portrait of a Scholar. Rowman & Littlefield, 2010, ISBN 978-1-61146-001-8.
- Roy Andrew Miller: The Japanese Language. University of Chicago Press, 1967, ISBN 0-226-52717-4.
- Jerry Norman: Chinese. Cambridge University Press, Cambridge 1988, ISBN 0-521-29653-6.
- Jerry L. Norman, W. South Coblin: A New Approach to Chinese Historical Linguistics. In: Journal of the American Oriental Society. Band 115, Nr. 4, 1995, S. 576–584, JSTOR:604728.
- Edwin G. Pulleyblank: Late Middle Chinese, Part I. In: Asia Major. Band 15, 1970, S. 197–239 (ihp.sinica.edu.tw (Memento vom 25. März 2005 im Internet Archive) [PDF; 1,2 MB]).
- Edwin G. Pulleyblank: Late Middle Chinese, Part II. In: Asia Major. Band 16, 1971, S. 121–166 (ihp.sinica.edu.tw (Memento vom 25. März 2005 im Internet Archive) [PDF; 918 kB]).
- Edwin G. Pulleyblank: Middle Chinese: a study in historical phonology. University of British Columbia Press, Vancouver 1984, ISBN 0-7748-0192-1.
- Edwin G. Pulleyblank: Lexicon of reconstructed pronunciation in early Middle Chinese, late Middle Chinese, and early Mandarin. University of British Columbia Press, Vancouver 1991, ISBN 0-7748-0366-5.
- S. Robert Ramsey: The Languages of China. Princeton University Press, Princeton, NJ 1989, ISBN 0-691-01468-X.
- Hugh McBirney Stimson: Fifty-five T’ang Poems. Yale University, 1976, ISBN 0-88710-026-0.
- Pang-Hsin Ting: New Horizons in Chinese Linguistics. Hrsg.: Huang Cheng-Teh James, Li Yen-Hui Audrey. Kluwer, 1996, ISBN 0-7923-3867-7, Tonal evolution and tonal reconstruction in Chinese, S. 141–159.